# La dalia azul
La dalia azul (en inglés: The Blue Dahlia) es una película de crimen y cine negro estadounidense de 1946 con un guion original de Raymond Chandler, dirigida por George Marshall y protagonizada por Alan Ladd, Veronica Lake y William Bendix.  Fue el primer guion original de Chandler.

## Sinopsis
Tres aviadores desmovilizados de la Marina de los Estados Unidos, Johnny Morrison, Buzz Wanchek y George Copeland, llegan a Hollywood, California. Los tres volaron juntos en la misma tripulación de vuelo desde Kwajalein en el Pacífico Sur. Mientras George y Buzz consiguen un apartamento juntos, Johnny sorprende a su esposa, Helen, en el bungaló de su hotel donde está organizando una fiesta desenfrenada con muchos juerguistas borrachos. Johnny descubre que Helen está teniendo una aventura con Eddie Harwood, el dueño del club nocturno Blue Dahlia en Sunset Strip. Johnny golpea a Eddie cuando se va y luego se disculpa por perder los estribos. La fiesta termina y todos se van. Helen, borracha, le confiesa a Johnny que su hijo, Dickie, que Johnny creía que murió de difteria, en realidad murió en un accidente automovilístico que sucedió porque ella conducía borracha. La pelea de Johnny y Helen, que es presenciada por el detective del hotel, 'Dad' Newell. Johnny decide irse. Apunta a Helen con un arma, dice «eso es lo que te mereces», pero deja caer el arma en una silla y se va.
Buzz sale a buscar a Johnny en el bungaló de su hotel. Conoce a Helen Morrison en el bar del hotel y, sin saber su identidad, va a su bungaló a tomar una copa para esperar a la señora Morrison. Helen llama a Eddie, quien rompe con ella por teléfono. Sin embargo, luego lo chantajea para que la vuelva a ver. Eddie visita a Helen en su bungaló; esto es presenciado por el detective del hotel.
Johnny es recogido por Joyce Harwood (que conduce a Malibú) mientras camina bajo la lluvia. Ella era la mujer de Eddie, pero ninguno revela sus nombres. Aunque se sienten atraídos el uno por el otro, se separan y Johnny pasa la noche en una posada junto a la playa. A la mañana siguiente, en la misma posada, Joyce ve a Johnny desayunando y revela que ella se quedó en la misma posada. Deciden caminar por la playa en busca de piedras lunares. Mientras compra un boleto de autobús para Los Ángeles, Johnny escucha que la radio anuncia que Helen ha sido asesinada y que se sospecha de Johnny. Luego se va rápidamente para abordar un autobús.
Después de que Johnny se registra en un hotel barato en Los Ángeles con un nombre falso, Corelli, el gerente del hotel, encuentra la foto enmarcada de Johnny con Dickie y trata de chantajearlo. Johnny golpea a Corelli, rompiendo el marco en el proceso; descubre en la parte posterior de la foto que Helen ha escrito una nota de seguro que revela que Eddie es realmente Bauer, un asesino buscado en Nueva Jersey. Mientras, Corelli vende información sobre la identidad de Johnny a un gánster llamado Leo (el socio del club nocturno de Eddie), quien luego secuestra a Johnny cuando visita a George y Buzz.
Buzz y George visitan a Eddie en el Blue Dahlia. Joyce, que ha aceptado reencontrarse con Eddie, se presenta. Mientras Joyce escoge una flor de dalia azul, la música del club nocturno hace sonar un aparato que tiene Buzz en la cabeza, lo cual lo hace enloquecer. Johnny se escapa de Leo, justo antes de que llegue Eddie, quien admitió haber estado involucrado en un asesinato.
Leo llega y trata de dispararle a Johnny, pero durante una pelea, le dispara a Eddie. Johnny termina disparándole a Leo y huye al Blue Dahlia, donde la policía está tratando de obligar a un Buzz confundido a admitir que mató a Helen. Johnny entra y le sugiere a Joyce que suba el volumen de la música de jazz que Buzz odia. Mientras su cabeza palpita, Buzz recuerda haber dejado a Helen viva en su bungaló. Newell intenta desviar las sospechas hacia George, luego intenta irse cuando el capitán de policía Hendrickson confronta a Newell con la acusación de que trató de chantajear a Helen sobre su aventura y que la mató cuando ella se negó a obedecer. Newell luego intenta escapar de la oficina, pero Hendrickson lo mata a tiros cuando saca su propia pistola.
Más tarde, fuera del Blue Dahlia, Buzz y George deciden ir a tomar una copa, dejando a Johnny y Joyce juntos.

## Reparto
- Alan Ladd como Johnny Morrison;
- Veronica Lake como Joyce Harwood;
- William Bendix como Buzz Wanchek;
- Howard Da Silva como Eddie Harwood;
- Doris Dowling como Helen Morrison;
- Hugh Beaumont como George Copeland;
- Tom Powers como el capitán Hendrickson;
- Howard Freeman como Corelli;
- Don Costello como Leo;
- Will Wright como 'Dad' Newell;
- Frank Faylen como el hombre que recomendó el motel;
- Walter Sande como Heath.

Las actuaciones no acreditadas incluyen a Mae Busch como la sirvienta Jenny, Anthony Caruso como el cabo con la rocola y Noel Neill como la chica del guardarropa Nolie.

## Producción

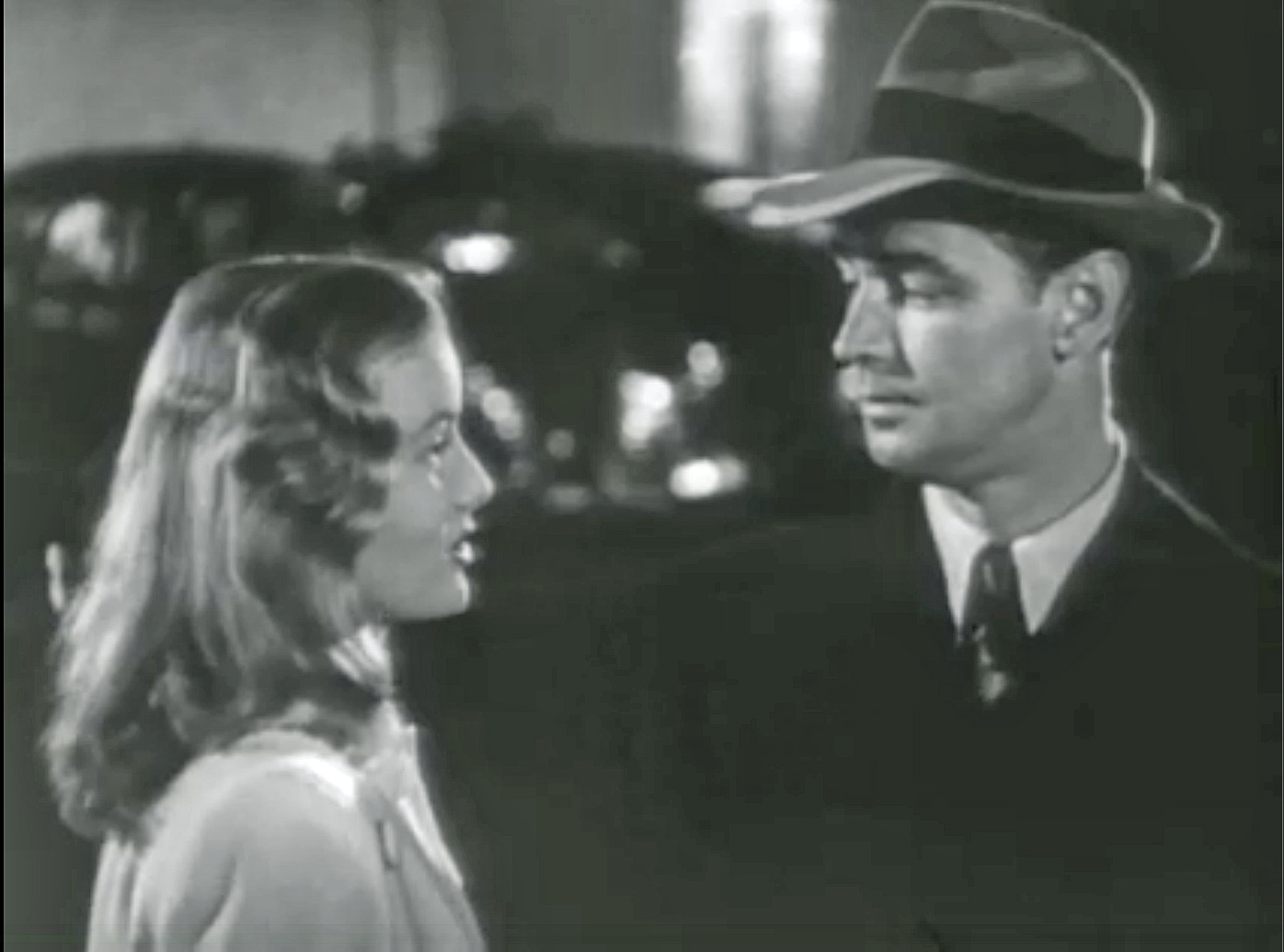
Veronica Lake y Alan Ladd en el tráiler de La dalia azul (1946).

### Desarrollo
Para 1945, Alan Ladd era una de las principales estrellas de Paramount. Había servido durante diez meses en el ejército en 1943 antes de ser dado de baja honorablemente debido a una enfermedad; sin embargo, recientemente había sido reclasificado como 1-A para el reclutamiento militar, y podría haber tenido que regresar al Ejército. Paramount siguió solicitando aplazamientos para poder hacer películas, pero Ladd debía ingresar en mayo de 1945.
El estudio quería hacer una película protagonizada por él antes de que eso sucediera, pero no tenía nada adecuado. El productor John Houseman conocía a Raymond Chandler por haber colaborado en The Unseen, de Paramount, que Houseman produjo y Chandler reescribió. Houseman dice que Chandler había comenzado una novela pero estaba «atascado» y había considerando convertirla en un guion para las películas. Houseman leyó las 120 páginas que Chandler había escrito y, en 48 horas, la vendió a Paramount. Houseman lo produciría bajo la supervisión de Joseph Sistrom.
Era el primer guion original para la pantalla que Chandler había escrito. Escribió la primera mitad del guion en menos de seis semanas y se la envió a Paramount. Encantado, el estudio dispuso que el rodaje comenzara en tres semanas.
Paramount anunció la película en febrero de 1945, con Ladd, Lake, Bendix y Marshall elegidos desde el principio. Houseman dijo que George Marshall tenía la reputación de reescribir sus partes extensamente en el set y tuvo que persuadirlo para que se apegara al guion, pero Marshall dijo que estaba tan impresionado con la escritura que nunca tuvo la intención de volver a escribir.
Houseman recordó que Ladd no estaba contento con la elección de Doris Dowling como su esposa porque era medio pie más alta que él, pero esto fue disimulado durante sus escenas juntos.

### Filmación
El rodaje comenzó en marzo de 1945 sin un guion completo. Houseman no estaba preocupado inicialmente por su confianza en Chandler. Él dice que cuatro semanas después de la filmación, el estudio comenzó a preocuparse ya que se estaban quedando sin guion. «Habíamos rodado sesenta y dos páginas en cuatro semanas; Chandler, durante ese tiempo, había entregado sólo veintidós, y faltaban otras treinta.»
El problema fue el final. Originalmente, Chandler tenía la intención de que el asesino fuera Buzz con un fondo en negro. Sin embargo, la Marina no quería que un militar fuera retratado como un asesino, y Paramount le dijo a Chandler que tenía que pensar en un nuevo final. Chandler respondió al principio con un bloqueo del escritor. Paramount le ofreció a Chandler un incentivo de $5000 para terminar el guion, que no funcionó, según Houseman:

Supongo que fue el cálculo de la oficina principal que al colgar esta zanahoria fresca ante las narices de Chandler estaban ejecutando una maniobra brillante y astuta. No conocían a su hombre. En cambio, lograron perturbarlo de tres maneras distintas y separadas: una, su fe en sí mismo fue destruida. Al no dejar que Ray compartiera mis aprensiones, lo convencí de mi confianza en su capacidad para terminar el guion a tiempo. Esta sensación de seguridad ahora estaba irremediablemente destrozada. Dos, había sido insultado. Para Ray, la bonificación no era más que un soborno. Que le ofrecieran una gran suma de dinero adicional por la realización de una tarea para la que ya se había contratado y que tenía toda la intención de cumplir era, según sus criterios, una degradación y una deshonra. Tres, al ir hacia él a mis espaldas, lo habían invitado a traicionar a un amigo y compañero de la public school. La forma en que se había llevado a cabo la entrevista ('furtivamente') llenó a Ray de humillación y rabia.

Chandler quería dejar el proyecto, pero Houseman lo convenció de que esperara. Al día siguiente, Chandler dijo que podría terminar la película si volvía a beber. Houseman dijo que los requisitos del escritor eran «dos limusinas Cadillac, para estar día y noche fuera de la casa con conductores disponibles», «seis secretarias» y «una línea directa abierta en todo momento a mi oficina durante el día, a la centralita del estudio en noche y a mi casa en todo momento.» Houseman estuvo de acuerdo y dice que Chandler luego comenzó a beber:

[Chandler] no minimizó los peligros [de beber] —dijo Houseman en 1964— Señaló que su plan [...] requeriría una fe profunda de mi parte y un valor supremo de la suya, ya que en efecto estaría completando el guion a riesgo de su vida. (No era la bebida lo que era peligroso, explicó, ya que tenía un médico que le administraba inyecciones tan masivas de glucosa que podía durar semanas sin ningún alimento sólido. Era la sobriedad lo que era lamentable; la terrible tensión de su regreso a la vida normal).

Al final de todo, Chandler presentó el guion terminado.
Chandler no estaba contento con el final forzado y dijo que convirtió una idea bastante original en «una novela rutinaria». Tampoco le gustó la actuación de Lake. «Las únicas veces que es buena es cuando mantiene la boca cerrada y se ve misteriosa», le dijo a un amigo. «En el momento en que trata de comportarse como si tuviera un cerebro, se cae de bruces. ¡Las escenas que tuvimos que cortar porque ella las estropeó! Y hay tres horribles tomas cercanas de ella luciendo perturbada que me dan ganas de tirar mi almuerzo por encima de la cerca.»
Chandler recibió mucha deferencia en el set, pero Lake no estaba familiarizado con él, así que cuando preguntó por él y le dijeron: «Es el escritor de misterio más grande que existe», se propuso escuchar atentamente un análisis de su trabajo por parte de una directora de publicidad de la película para impresionar a los periodistas con su conocimiento sobre un escritor que nunca había leído. Chandler desarrolló una intensa aversión por Lake y se refirió a ella como «Moronica Lake».
Lake dijo más tarde sobre su papel: «No estoy muy motivada, pero el papel es bueno».
En mayo de 1945, el gobierno dictaminó que todos los hombres de 30 años o más serían liberados de la obligación de volver al ejército. Ladd no tuvo que volver a alistarse después de todo.

## Recepción
Fue una de las películas más populares de la taquilla británica en 1946.
El personal de la revista Variety le dio a la película una crítica positiva y escribió:

Interpretando a un cansado aviador naval que regresa a casa desde el Pacífico primero para encontrar a su esposa infiel, luego para encontrarla asesinada y él mismo buscado como el sospechoso, Alan Ladd hace un gran trabajo. La interpretación tiene un atractivo cálido, mientras que en su implacable búsqueda del verdadero criminal, Ladd tiene una cualidad fría, parecida al acero, que es potente. Las escenas de lucha son crudas y brutales y tremendamente efectivas.

El crítico Dennis Schwartz escribió:

Un film noir de aroma fresco dirigido con gran habilidad por George Marshall a partir del guion de Raymond Chandler (el único que escribió para la pantalla, sus otras películas fueron adaptadas de sus novelas). Evita el juicio moral a favor de un cuento duro que hace alarde de su estilo florido como su forma de nadar locamente en el boom y la decadencia de la posguerra de Los Ángeles.

El sitio web del agregador de reseñas de películas Rotten Tomatoes informa que el 100% de sus críticos dieron a la película una reseña positiva, basada en 9 reseñas.
Chandler fue nominado al Óscar al mejor guion original en la 19.ª edición, siendo ganado por El séptimo velo con los guiones de Muriel y Sydney Box.

## Adaptaciones
La dalia azul fue dramatizada como una obra de radio de media hora en la transmisión del 21 de abril de 1949 de The Screen Guild Theatre, protagonizada por Lake y Ladd en sus papeles cinematográficos originales. La película también se adaptó a una obra de teatro en 1989.
La narrativa de Houseman sobre la creación de la película fue dramatizada para la BBC Radio por Ray Connolly en 2009.